# De harde stilte
De harde stilte is een hoorspel van Gerrit Pleiter. De NCRV zond het uit op vrijdag 16 februari 1968. De regisseur was Ab van Eyk. De uitzending duurde 57 minuten.

## Rolbezetting
- Wam Heskes (hij)
- Dogi Rugani (zij)

## Inhoud
Inleiding tot het hoorspel: “De onpersoonlijke vegetatie die we samenleving noemen, versteent in steden, in huizen, in samenwoningen. Men huist er achter dove deuren en geblindeerde vensters. Ironisch genoeg sluit de samenleving zoveel zij kan haar poriën af voor de buitenwereld en vegeteert voort, want er moet samengeleefd worden, ook in de talloze verkalkte cellen, in de kamers met het verstofte behang en de meubels met knobbelpoten. Het leeft: de oude man die mechanisch praat als een zeer dove, en z’n jongere vrouw die te veel praat. Het leeft, dit echtpaar, het slaapt, eet en drinkt, het haalt de vuilnisemmer op tijd naar binnen, koopt nooit iets op de pof en houdt de stoep keurig schoon. Het heeft zich nauwkeurig van z’n omgeving afgezonderd door een beleefde kalklaag van goede morgen en goede nacht. Volgens de buurt zijn het rustige mensen die nooit een vlieg, laat staan een mens kwaad doen. Volgens de burgerlijke stand en kadastraal bestaan ze, en hun bestaan zal de samenleving niet verstoren. Met mens en dier hebben ze nauwelijks contact. De enige vogel die bij hen binnenfladdert, is de krant. De bezoeker die al of niet bij toeval in hun kamer komt, bemerkt dat het tweetal zich op een onzichtbare wijze ingekapseld heeft. Ze gedragen zich als twee organismen die elkaar in het steeds nauwer wordende kapsel langzaam maar zeker dooddrukken. En onder deze hoornlaag, in been harde stilte, speelt zich een microdrama af. De verlamde vrouw zit in een rolstoel. Haar man werkt aan z’n bureau, met de rug naar haar toe. Hij is zo doof, dat een gesprek zelfs op deze afstand niet mogelijk is. Zij heeft een fluitje waarop ze blaast als ze met hem wil praten. Dan kan hij de telefoon, waarmee hij met haar verbonden is, inschakelen, Want hij heeft de onhebbelijkheid deze herhaaldelijk uit te schakelen om niet gehinderd te worden door de praatzieke vrouw. Tijd: laat in de avond.”